# Fara ve Zlatých Horách
Fara se nachází na Kostelní ulici čp. 15 ve Zlatých Horách v okrese Jeseník. Ministerstvo kultury České republiky ji v roce 2004 prohlásilo kulturní památkou ČR a je součástí městské památkové zóny.

## Historie
Zlaté Hory, někdejší Cukmantel, zažily největší rozvoj v 16. století, kdy zde byla výnosná těžba zlata. V 17. století je město za třicetileté války vyrabováno Švédy a pak následovaly čarodějnické procesy. Mezi další postihy v průběhu století (16., 17. 18. a 19. století) byly požáry, povodně, různé epidemie, válečné útrapy a ve 20. století světové války. Pohromy se projevily ve schopnosti obyvatel se vzchopit a město obnovit. Výstavba měšťanských domů od jeho povýšení na město ve 14. století byla těmito událostmi poznamenána. Většina domů má středověký původ. Jádro zděných domů se nachází v centru města a mají rysy renesančního slohu. Další přestavby jsou v empírovém slohu, ve kterém se stavělo nebo přestavovalo ještě v 19. století. Ve 20. století byly stavby měněny v historizujícím, secesním, postsecesním i tradicionálním stylu, a také v socialistické architektuře. Po vybourání hradeb se k zachovalému historickému centru napojovaly okrajové části a město se začalo rozrůstat do šířky. V 19. století dochází k zasypání vodního koryta (1802), které procházelo náměstím, empírové přestavbě, vydláždění ulic (dláždění náměstí v roce 1833) a zavedení pouličního osvětlení (olejové lampy 1839). Na začátku 20. století vznikají lázně (1879) nová pohostinství, plynárna (1905) a je stavěna kanalizace, vodovod, elektrifikace (do roku 1914) a výstavba nových domů (1914). V šedesátých letech dochází k úpravě náměstí a stavbě unifikovaných staveb (panelových domů). V roce 1992 byla nad historickým jádrem Zlatých Hor vyhlášena městská památková rezervace, která zahrnuje domy na ulici Kostelní, Palackého, Polská a na náměstí Svobody.
Mezi domy památkové zóny patří barokní fara na Kostelní ulici čp. 15. Dům na středověkém jádře byl přestavěn po požáru v roce 1699 V průběhu let byla několikrát upravována. V polovině 19. století byla upravena vnitřní dispozice domu v souvislosti se změnou topení. V podkroví je zachován původní dymník. Ve druhé polovině 20. století byla obnovena fasáda.

## Popis
Budova fary je volně stojící zděná patrová podsklepená stavba na obdélníkovém půdorysu s mansardovou střechou. Fasáda domu má hladkou omítku, je zdobena lizénami, pravidelně rozmístěna okna jsou v šambránách zakončenými klenákem. 
Součástí kulturní památky je zahrada a pozůstatek hradby, kterou byl opevněn kostel Nanebevzetí Panny Marie, z 15. století. Obranná zeď je postavena z lomového kamene z místních zdrojů. Mezi černé kameny (droby a břidlice) byly vloženy bílé valouny křemenů z Písečné hory. Valouny plnily úlohu statickou i estetickou.